# مارسيل مارتيل
مارسيل مارتيل هو مؤرخ كندي، ولد في 14 أبريل 1965.